# Port lotniczy Donegal
Port lotniczy Donegal (kod IATA: CFN, kod ICAO: EIDL) – niewielki port lotniczy położony niedaleko wsi Carrickfinn, w hrabstwie Donegal, w Irlandii.

## Linie lotnicze i połączenia
| Linia lotnicza | Kierunek             |
| -------------- | -------------------- |
| Aer Lingus     | 1. Dublin            |
| Loganair       | Sezonowo: 1. Glasgow |